# Lange Glacier
Lange Glacier är en glaciär i Antarktis. Den ligger i Sydshetlandsöarna. Argentina, Chile och Storbritannien gör anspråk på området. Lange Glacier ligger 256 meter över havet.
Terrängen runt Lange Glacier är huvudsakligen kuperad, men åt sydost är den platt. Havet är nära Lange Glacier åt sydost. Trakten är glest befolkad. Närmaste befolkade plats är Commandante Ferraz Station, 7,7 kilometer öster om Lange Glacier. 